# سیارک ۲۱۳۴۸
سیارک ۲۱۳۴۸ (به انگلیسی: 21348 Toyoteru، نامگذاری:1997EM25)۲۱۳۴۸مین سیارک کشف شده‌است که در ۰۱ مارس ۱۹۹۷ کشف شد.